# شالچینینکای
شالچینینکای (به لاتین: Šalčininkai) در لیتوانی با جمعیت ۶٬۶۴۴ نفر است که در شهرستان ویلنیوس واقع شده‌است.